# Benjamin Adegbuyi
Benjamin Adekunle Miron Adegbuyi (Cluj-Napoca, 24 gennaio 1985) è un kickboxer e pugile romeno.
Professionista dal 2011, ha iniziato la propria carriera militando in federazioni quali SUPERKOMBAT e K-1. Nel 2014 ha siglato un contratto con la promozione Glory, di cui è stato contendente al titolo dei pesi massimi in più occasioni.

## Biografia
Nato da madre romena e padre nigeriano di etnia yoruba, all'età di tre anni si trasferisce a Lagos con la famiglia, prima di rilocarsi nella città romena di Aiud assieme alla madre e alla sorella da poco nata.
Da giovane si allena in discipline quali karate, pugilato e pallacanestro.

## Stile di combattimento
Kickboxer alto e roccioso, si è distinto per la potenza dei suoi pugni nonché per il suo atleticismo e per la fluidità dei movimenti.
Il suo difetto principale è la mancanza d'esperienza, causa di suoi occasionali errori, che riesce però a controbilanciare grazie alle buone doti tecniche.

## Risultati nella kickboxing
| 33 Vittorie (19 per KO/TKO), 6 Sconfitte (4 per KO/TKO)          |           |                   |                     |                                        |                                                  |       |       |        |
| Data                                                             | Risultato | Avversario        | Evento              | Luogo                                  | Modalità                                         | Round | Tempo | Record |
| 08-12-2018                                                       | Sconfitta | Jamal Ben Saddik  | Glory 62: Rotterdam | Rotterdam, Paesi Bassi                 | KO (gancio sinistro)                             | 1     | 1:54  | 33-6   |
| Finale del Gran Premio Glory dei pesi massimi (+95 kg/209.4 lb). |           |                   |                     |                                        |                                                  |       |       |        |
| 08-12-2018                                                       | Vittoria  | Jahfarr Wilnis    | Glory 62: Rotterdam | Rotterdam, Paesi Bassi                 | Decisione (unanime)                              | 3     | 2:39  | 33-5   |
| 08-12-2018                                                       | Vittoria  | Arkadiusz Wrzosek | Glory 62: Rotterdam | Rotterdam, Paesi Bassi                 | Decisione (unanime)                              | 3     | 3:00  | 32-5   |
| 14-09-2018                                                       | Vittoria  | Jahfarr Wilnis    | Glory 58: Chicago   | Chicago, Stati Uniti d'America         | Decisione (unanime)                              | 3     | 3:00  | 31-5   |
| 16-02-2018                                                       | Vittoria  | Junior Tafa       | Glory 50: Chicago   | Chicago, Stati Uniti d'America         | KO tecnico (calci alla gamba)                    | 2     | 0:34  | 30-5   |
| Vince il Torneo per il Contendente #1 dei pesi massimi Glory.    |           |                   |                     |                                        |                                                  |       |       |        |
| 16-02-2018                                                       | Vittoria  | D'Angelo Marshall | Glory 50: Chicago   | Chicago, Stati Uniti d'America         | KO (pugno)                                       | 1     | 0:36  | 29-5   |
| 14-07-2017                                                       | Sconfitta | Guto Inocente     | Glory 43: New York  | New York, Stati Uniti d'America        | Decisione (non unanime)                          | 3     | 3:00  | 28-5   |
| 24-02-2017                                                       | Vittoria  | Anderson Silva    | Glory 38: Chicago   | Hoffman Estates, Stati Uniti d'America | Decisione (unanime) – dopo ripresa supplementare | 4     | 3:00  | 28-4   |
| 05-11-2016                                                       | Vittoria  | Mladen Brestovac  | Glory 35: Nizza     | Nizza, Francia                         | Decisione (unanime)                              | 3     | 3:00  | 27-4   |
| Vince il Torneo per il Contendente #1 dei pesi massimi Glory.    |           |                   |                     |                                        |                                                  |       |       |        |
| 05-11-2016                                                       | Vittoria  | Hesdy Gerges      | Glory 35: Nizza     | Nizza, Francia                         | Decisione (unanime)                              | 3     | 3:00  | 26-4   |
| 04-12-2015                                                       | Sconfitta | Rico Verhoeven    | Glory 26: Amsterdam | Amsterdam, Paesi Bassi                 | KO (gancio destro)                               | 1     | 2:14  | 22-4   |
| Per il titolo dei pesi massimi Glory.                            |           |                   |                     |                                        |                                                  |       |       |        |
| 09-10-2015                                                       | Vittoria  | Jahfarr Wilnis    | Glory 24: Denver    | Denver, Stati Uniti d'America          | Decisione (non unanime)                          | 3     | 3:00  | 22-3   |
| Vince il Torneo per il Contendente #1 dei pesi massimi Glory.    |           |                   |                     |                                        |                                                  |       |       |        |
| Per il titolo dei pesi massimi Glory.                            |           |                   |                     |                                        |                                                  |       |       |        |
| 09-10-2015                                                       | Vittoria  | Mladen Brestovac  | Glory 24: Denver    | Denver, Stati Uniti d'America          | KO tecnico (calci bassi)                         | 3     | 1:47  | 21-3   |
| 05-06-2015                                                       | Sconfitta | Rico Verhoeven    | Glory 22: Lilla     | Lilla, Francia                         | Decisione (unanime)                              | 5     | 3:00  | 19-3   |
| Per il titolo dei pesi massimi Glory.                            |           |                   |                     |                                        |                                                  |       |       |        |
| 07-11-2014                                                       | Vittoria  | Hesdy Gerges      | Glory 18: Oklahoma  | Shawnee, Stati Uniti d'America         | Decisione (unanime)                              | 3     | 3:00  | 18-2   |
| Eliminator per il titolo dei pesi massimi Glory.                 |           |                   |                     |                                        |                                                  |       |       |        |
| 03-05-2014                                                       | Vittoria  | Daniel Sam        | Glory 16: Denver    | Broomfield, Stati Uniti d'America      | KO (diretto destro)                              | 2     | 2:59  | 17-2   |
| 08-03-2014                                                       | Vittoria  | Dmitri Bezus      | Glory 14: Zagabria  | Zagabria, Croazia                      | KO tecnico (interruzione dell'arbitro)           | 2     | 1:53  | 16-2   |